# سالي في رحلة العجائب
«رحلة العجائب» -أو أحيانا «أليس في رحلة العجائب» لتمييزه عن غيره- مسلسل رسوم متحركة -أي كارتوني- مدبلج بالعربية. أبطاله: سالي وكلبها توتو والفزاعة والحطاب الصفيحي والليث. مكوَّن من 52 حلقة؛ طول كل منها يقارب 21 دقيقة، ومدبلج في مؤسسة الإنتاج البرامجي المشترك لدول الخليج العربي.

## القصة
قصة المسلسل مقتبسة عن رواية الأطفال «ساحر أوز العجيب»: وهي من تـأليف ليمان فرانك بوم.

## الشخصيات
- سالي
- الفزاعة
- الحطاب
- الليث
- الزنبرك
- الطائر
- الكلب توتو
- الحيزبونة
- الحكيم زوزو
- المحنك حاكم الكهوف ووزيره القرندل وغيرها الكثير من الشخصيات.

## روابط خارجية
- The Wonderful Wizard of Oz at دي اتش اكس ميديا
- سالي في رحلة العجائب على موقع IMDb (الإنجليزية)
- سالي في رحلة العجائب على موقع ألو سيني (الفرنسية)
- سالي في رحلة العجائب على موقع قاعدة بيانات الفيلم (الإنجليزية)
- سالي في رحلة العجائب على موقع ANN anime (الإنجليزية)
- Oz no Mahōtsukai (أنمي) في شبكة أخبار الأنمي
- The Wonderful Wizard Of Oz (Heb/English)